# Kingdom Rush
Kingdom Rush — компьютерная игра в жанре «Tower Defense», разработанная Ironhide Game Studio и изданная Armor Games в 2011 году. Игра получила положительные отзывы критиков и игроков. Среди игрового сообщества серия Kingdom Rush признаётся одной из лучших в своём жанре.

## Игровой процесс
Действие игры разворачивается в фэнтезийном мире. Вдоль заранее установленного пути, по которому идёт соперник, есть пустые слоты, где игрок может строить башни. В игре существует четыре типа башен — башня магов, лучников, казармы и артиллерия, а также два типа заклинаний — вызов подкрепления и огненный дождь. В начале каждого уровня у игрока есть определенная сумма денег, чтобы купить первые башни. Цель игрока — уничтожить всех врагов до того, как они пройдут до конца, отмеченного синим щитом. Убивая врагов, игрок получает дополнительные деньги для постройки новых башен и улучшения уже имеющихся. В общей сложности в игре присутствуют 26 уровней и 48 видов врагов. После прохождения уровня, игроку становятся доступными два дополнительных режима  - «Героический» и «Железный вызов», - являющиеся более сложными по сравнению с обычным режимом. За прохождение каждого уровня игрок получает звезды, которые можно использовать для покупки улучшений для башен и заклинаний.

## Рецензии
| Сводный рейтинг       | Сводный рейтинг |
| Агрегатор             | Оценка          |
| --------------------- | --------------- |
| Metacritic            | 89/100          |
| Русскоязычные издания |                 |
| Издание               | Оценка          |
| Riot Pixels           | 77 %            |

iOS версия игры получила среднюю оценку 89 из 100 по отзывам игроков на сайте Metacritic. Kingdom Rush оценена как лучшая игра с рейтингом сообщества на издательской компании Armor Games со средним баллом 97 из 100.

### Награды
Игра заняла первое место в Уругвайском Конкурсе Видеоигр 2011.

### Продажи
Летом 2018 года, благодаря уязвимости в защите Steam Web API, стало известно, что точное количество пользователей сервиса Steam, которые играли в игру хотя бы один раз, составляет 299 922 человека.

## Продолжение

### Kingdom Rush: Frontiers
25 августа 2011 года разработчики анонсировали продолжение игры под названием Kingdom Rush: Frontiers. Выпуск был намечен на весну 2013 года. 20 марта 2013 года был выпущен тизер. Игра вышла в свет 6 июня 2013 года для iOS, 26 сентября — для Android, 22 ноября — для Flash, а 25 июля 2016 года — в Steam.

### Kingdom Rush: Origins
12 августа 2014 года разработчики анонсировали новую игру. 11 ноября был выложен тизер с заголовком Kingdom Rush: Origins. Релиз состоялся 20 ноября 2014 года на Android и iOS. В этом же году разработчики отказались от портирования игры на компьютеры по финансовым причинам, однако 14 июня 2018 года написали в Twitter о том, что работают над созданием Kingdom Rush: Origins для PC, и уже 18 октября 2018 игра была выпущена в Steam. Игра является приквелом Kingdom Rush, а её действие происходит в соседнем королевстве.

### Kingdom Rush: Vengeance
Ironhide Game Studio объявили о своем намерении выпустить четвертую игру серии Kingdom Rush в середине 2017 года. 19 января 2017 года разработчики сообщили на своем официальном сайте, что игра находится в разработке. 17 июля 2018 года на YouTube-канале был выпущен тизер-трейлер с подзаголовком Kingdom Rush: Vengeance. Сюжет является прямым продолжением Frontiers, но в этот раз от лица главного злодея. Выход на мобильные платформы состоялся 22 ноября, а через два года в Steam. В игре присутствуют многие персонажи первой части серии — король Денас, Геральд Светозарный, Магнус, Аллерия Стреловей. В дополнении «Hammerhold Campaign DLC», которое вышло в свет на мобильных устройствах 7 декабря 2023 и в Steam 14 декабря 2023 года, также присутствуют Мираж, Шатра, Альрик и король Хаммерхолда Малик Молотобоец.

### Legends of Kingdom Rush
31 мая 2018 года один из разработчиков выложил фото с надписью Legends of Kingdom Rush (однако потом удалил). Возможно, речь идет об игре в жанре RPG или RTS, которая скорее всего является спин-оффом цикла.

### Kingdom Rush 5: Alliance
29 февраля 2024 года разработчики на своем YouTube-канале выпустили тизер с подзаголовком новой игры Kingdom Rush 5: Alliance. После, 10 апреля этого же года, был выпущен трейлер с датой выхода самой игры — 25 июля 2024 года.